# Rinkaby församling, Lunds stift
Rinkaby församling var en församling i Lunds stift och i Kristianstads kommun. Församlingen uppgick 2002 i Gustav Adolf-Rinkaby församling.

## Administrativ historik
Församlingen har medeltida ursprung. 
Församlingen utgjorde till 1618 ett eget pastorat för att därefter till 1681 vara annexförsamling i pastoratet Viby (Gustav Adolf) och Rinkaby. Från 1681 till 1856 var församlingen annexförsamling i pastoratet Åhus, Gustav Adolf och Rinkaby för att därefter till 1962 åter vara annexförsamling i pastoratet Gustav Adolf och Rinkaby. Från 1962 till 2002 var församlingen annexförsamling i pastoratet Fjälkinge, Nymö, Gustav Adolf och Rinkaby. Församlingen uppgick 2002 i Gustav Adolf-Rinkaby församling.

## Kyrkoherdar
| Ämbetstid | Namn          | Levnadstid | Övrigt |
| --------- | ------------- | ---------- | ------ |
| 1572      | Morten Hansen |            | Pastor |
| 1584      | Pouill Ibsön  |            | Pastor |
| 1610      | Jens Andersön |            | Pastor |

## Kyrkor
- Rinkaby kyrka